# Lista najwyższych krajowych rozgrywek ligowych w piłce nożnej kobiet należących do FIFA
Lista najwyższych krajowych rozgrywek ligowych w piłce nożnej kobiet należących do FIFA – poniższa lista przedstawia 110 lig (46 z UEFA, 19 z CONCACAF, 16 z CAF, 14 z AFC, 10 z CONMEBOL, 5 z OFC).
Angola nie rozgrywa swojej ligi od 2013,
Azerbejdżan od 2008,
Bahamy od 2007 roku,
Bangladesz od 2014,
Bermudy od 2012,
Burkina Faso od 2013,
Egipt od 2014,
Honduras od 2013,
Indonezja od 2011,
Kolumbia od 2013,
Gruzja od 2012,
Samoa od 2014.
Seszele od 2012,
Sierra Leone od 2013,
Laos od 2013,
Liban od 2014,
Namibia od 2013
Tahiti od 2013,
Tunezja od 2013,
W Brazylii,
Fidżi,
Maroko,
Pakistanie,
RPA,
i Turks i Caicos zamiast rozgrywek ligowych jest puchar.
Swoich rozgrywek ligowych nie posiadają:
Afganistan,
Arabia Saudyjska,
Armenia,
Bahrajn,
Belize,
Benin,
Bhutan,
Brunei Darussalam,
Brytyjskie Wyspy Dziewicze,
Burkina Faso,
Burundi,
Curaçao,
Czad,
Demokratyczna Republika Konga,
Dominika,
Dominikana,
Etiopia,
Erytrea,
Filipiny,
Gabon,
Grenada,
Guam,
Gujana,
Gwinea,
Gwinea Bissau,
Gwinea Równikowa,
Irak,
Iran,
Jemen,
Katar,
Kambodża,
Komory,
Korea Północna,
Kuwejt,
Lesotho,
Libia,
Liechtenstein,
Madagaskar,
Makau,
Malawi,
Malezja,
Mauretania,
Mauritius,
Mjanma,
Mongolia,
Montserrat,
Mozambik,
Nepal,
Niger,
Nowa Kaledonia,
Oman,
Palestyna,
Republika Środkowoafrykańska,
Republika Zielonego Przylądka,
Saint Kitts i Nevis,
Saint Vincent i Grenadyny,
Somalia,
Sudan,
Sudan Południowy,
Syria,
Tadżykistan,
Tajlandia,
Tanzania,
Timor Wschodni,
Togo,
Tonga,
Turkmenistan,
Uganda,
Vanuatu,
Wyspy Dziewicze Stanów Zjednoczonych,
Wyspy Salomona,
Wyspy Świętego Tomasza i Książęca,
Zambia,
Zimbabwe,
Zjednoczone Emiraty Arabskie.

## UEFA
- Albania od 2009 roku
- Andora[26]
- Anglia od 1993 roku
- Austria od 2005 roku
- Belgia
- Białoruś od 1992 roku
- Bośnia i Hercegowina od 1998 roku
- Bułgaria od 1981 roku
- Chorwacja od 1971 roku
- Cypr od 1972 roku
- Czarnogóra od 2007 roku[27]
- Czechy od 1992 roku
- Dania od 1974 roku
- Estonia od 1994 roku
- Finlandia od 1972 roku
- Francja od 1970 roku
- Grecja od 1989 roku
- Hiszpania od 1988 roku
- Holandia od 1971 roku
- Irlandia od 1991 roku
- Irlandia Północna od 1998 roku
- Islandia od 1981 roku
- Izrael od 1996 roku
- Kazachstan od 1987 roku
- Litwa od 2001 roku
- Luksemburg od 1972 roku
- Łotwa od 1998 roku
- Macedonia od 1948 roku
- Malta od 1995 roku
- Mołdawia od 1996 roku
- Niemcy od 1970 roku
- Norwegia od 1976 roku
- Polska od 1991 roku
- Portugalia od 1985 roku
- Rosja od 1987 roku
- Rumunia od 1990 roku
- Serbia od 1970 roku
- Szkocja od 1998 roku
- Słowacja od 1993 roku
- Słowenia od 2005 roku[28]
- Szwajcaria od 1993 roku
- Szwecja od 1988 roku
- Turcja od 1971 roku
- Ukraina od 1992 roku
- Walia od 1993 roku
- Węgry od 1982 roku
- Włochy,  San Marino od 1974 roku[29]
- Wyspy Owcze od 1984 roku

## CONCACAF
- Anguilla od 2003 roku
- Antigua i Barbuda od 2001 roku
- Aruba od 2001 roku
- Barbados od 2006 roku
- Gwatemala od 1997 roku
- Haiti od 1988 roku
- Jamajka od 1988 roku
- Kajmany od 1994 roku
- Kanada od 1982 roku
- Kostaryka od 2000 roku
- Kuba od 2002 roku
- Meksyk od 2007 roku
- Nikaragua od 1996 roku
- Panama od 1939 roku
- Portoryko
- Saint Lucia od 2004 roku
- Salwador
- Stany Zjednoczone
- Surinam od 1980 roku
- Trynidad i Tobago od 1991 roku

## CAF
- Algieria od 1998 roku
- Botswana od 1998 roku
- Dżibuti od 1999 roku
- Gambia od 2000 roku
- Ghana
- Kamerun od 1991 roku
- Kenia od 1963 roku
- Kongo od 1994 roku
- Liberia od 2001 roku[30]
- Mali od 1994 roku
- Maroko
- Namibia od 1999 roku
- Nigeria od 1990 roku
- Rwanda od 2004 roku
- Senegal od 2001 roku
- Eswatini od 2004 roku[31]
- Wybrzeże Kości Słoniowej

## AFC
- Australia od 2005 roku[32]
- Chiny od 1994 roku
- Hongkong od 2012 roku[33]
- Indie od 1991 roku
- Japonia od 1979 roku
- Jordania od 2005 roku[34][35]
- Kirgistan
- Korea Południowa od 2009 roku[36]
- Malediwy
- Singapur od 1974 roku[37]
- Sri Lanka od 2002 roku
- Uzbekistan od 1996 roku
- Wietnam od 1998 roku
- Tajwan / Chińskie Tajpej / Republika Chińska od 1999 roku

## CONMEBOL
- Argentyna od 1991 roku
- Boliwia od 1993 roku
- Chile od 2008 roku
- Ekwador od 2003 roku
- Paragwaj od 1997 roku
- Peru od 1999 roku
- Urugwaj od 1997 roku
- Wenezuela od 2000 roku

## OFC
- Fidżi od 2001 roku
- Nowa Zelandia od 1973 roku
- Papua-Nowa Gwinea od 1998 roku
- Samoa Amerykańskie od 2004 roku
- Wyspy Cooka od 2000 roku